# Jan van der Hoeven

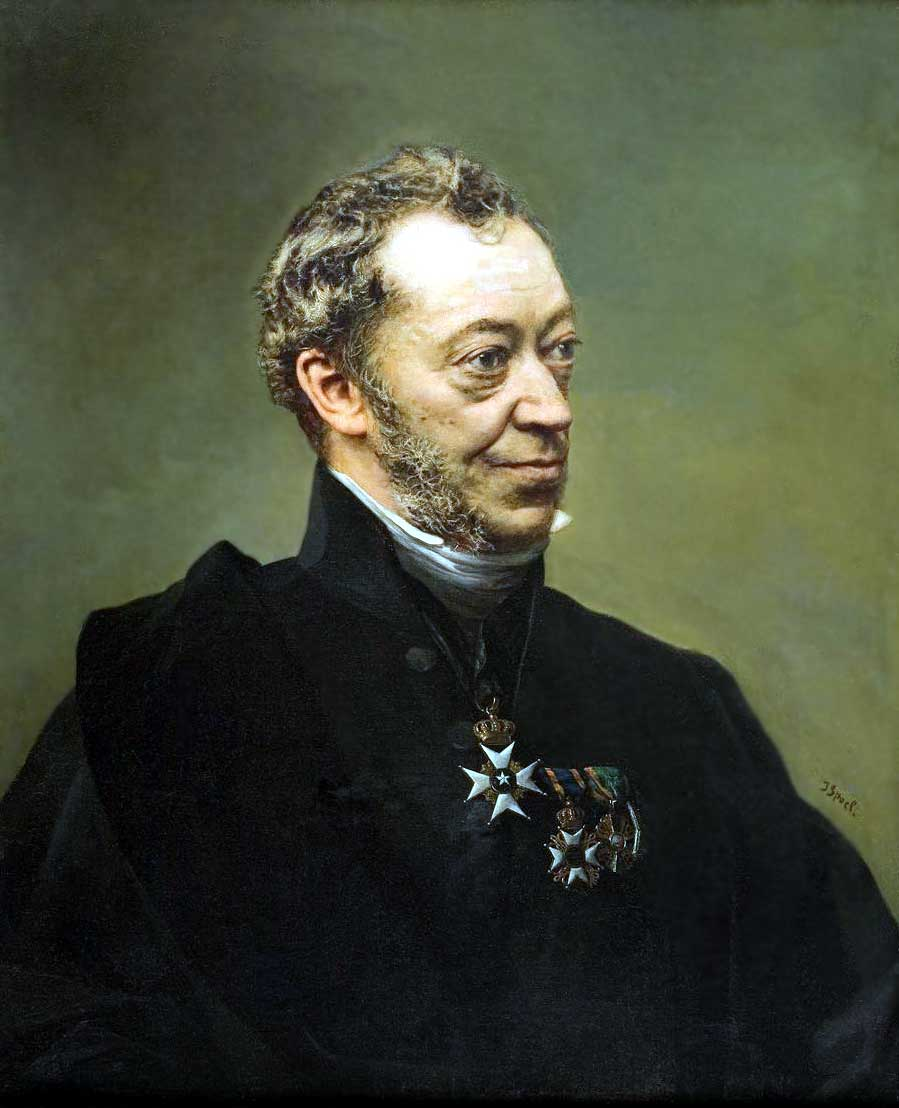
Jan van der Hoeven.

Jan van der Hoeven, född 9 februari 1801 i Rotterdam, död 10 mars 1868 i Leiden, var en nederländsk naturforskare. Han var bror till Cornelis van der Hoeven.
Hoeven blev 1822 filosofie och 1824 medicine doktor, kallades 1826 till extra ordinarie professor i Leiden, där han 1835 utnämndes till ordinarie professor i zoologi. I sitt huvudarbete, Handboek der dierkunde (1827-33; andra upplagan 1846 ff), försökte han att ur fysiologisk synpunkt framställa hela zoologin. Många viktiga monografiska arbeten av honom finns dels i "Tijdschrift voor natuurlijke geschiedenis en physiologie" (1834-45), som han utgav tillsammans med Willem Hendrik de Vriese, dels i en mängd andra lärda tidskrifter. Han invaldes som utländsk ledamot av svenska Vetenskapsakademien 1858.

## Övriga skrifter i urval
- Recherches sur l'histoire naturelle et l'anatomie des limaces (1838)
- Redevoeringen en verhandelingen (1846)
- Bijdragen tot de naturlijke geschiedenis van den negerstam (1842)
- Philosophia zoologica (1864)